# Pin-Balma
 Pin-Balma  là một xã thuộc tỉnh Haute-Garonne trong vùng Occitanie tây nam nước Pháp. Xã này nằm ở khu vực có độ cao trung bình 130 mét trên mực nước biển.